# Daisuke Hoshi
Daisuke Hoshi (星 大輔?, Hoshi Daisuke; Tokyo, 10 dicembre 1980) è un ex calciatore giapponese, di ruolo centrocampista.